# Rocade Nord-Est d'Agadir
La Rocade Nord-Est d'Agadir est une voie express de contournement du Grand Agadir (Agadir,Inezgane,Aït Melloul...) qui relie Taghazout à Aéroport d'Agadir-Al Massira d'une distance de 38 km.

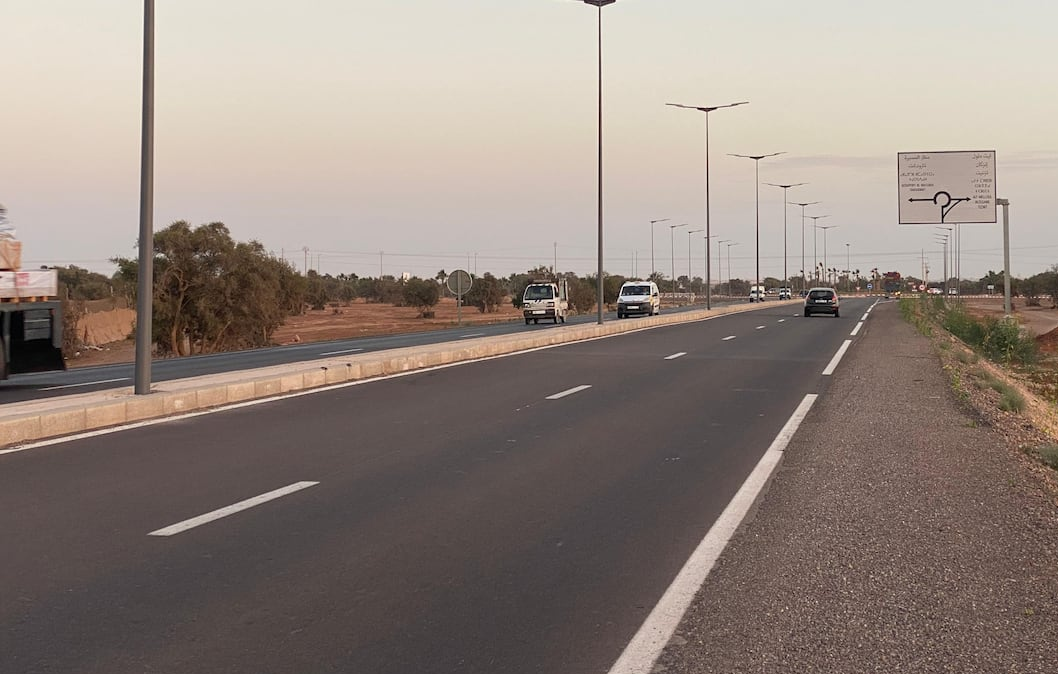
La rocade à proximité de l'aéroport Al Massira

Elle se croisent avec tous les accès d' Agadir dont la A3 et la N11 vers Marrakech  et Casablanca puis le nord du royaume, la N10 et la 114 vers Taroudant puis l'est du pays, et la N1 vers le sud.
À ce moment, la rocade est ouverte jusqu'à Hay Al Mohammadi d'une distance de 18 km.

## Tracé
Le tronçon ouvert Maintenant commence dans Hay Al Mohammadi  (1006)au nord d'Agadir et passe sur Oued Lahwar, la première sortie emmène à l'entrée d'océan (la porte nord du Stade Adrar, après 1 km la deuxième sortie emmène à la porte sud du stade (entrée Taroudant), la troisième et la quatrième sortie emméne à la cité Adrar et cité Dakhla, après 3 kilomètres, un échangeur relie la rocade avec la A3 et la N11 afin de se diriger vers le nord.
Pour traverser le Oued Sous, il se trouve un pont d'une longueur de 450 m, moins d'un kilomètre après, un échangeur relie la 114 vers l'est, après 3 kilomètres la fin de la rocade dans la N10.
Le tronçon entre Hay Al Mohammadi et Taghazout d'une distance de 20 kilomètres est en études, ce tronçon est retardé à cause de la nature montagneuse de la ville.

## Sorties
| Elément                                | Kilomètre | Itinéraire                                                               | Routes |
| -------------------------------------- | --------- | ------------------------------------------------------------------------ | ------ |
| Échangeur entre N10 et Rocade Nord-Est | km 0      | ايت ملول مطار المسيرة تارودانت Ait Melloul Aéroport Al Massira Taroudant | N10    |
| 1                                      | km 3      | ايت ملول تارودانت Ait Melloul Taroudant                                  | 114    |
| Rivière                                | km 4      | Oued Souss                                                               |        |
| 2                                      | km 8      | اكادير مراكش Agadir Marrakech                                            | N11    |
| 3                                      | km 11     | حي ادرار حي تيليلا Hay Adrar Hay Tilila                                  |        |
| 4                                      | km 13     | حي تيليلا Hay Tilila                                                     |        |
| 5                                      | km 14     | ملعب ادرار وسط المدينة Stade Adrar Centre-ville                          |        |
| 6                                      | km 16     | ملعب ادرار Stade Adrar                                                   |        |
| Rivière                                | km 17     | Oued Lahwar                                                              |        |
| 7                                      | km 18     | الحي المحمدي شمال اكادير Hay Mohamadi Agadir Nord                        | 1006   |